# دهکده بلک کریک پایونیر
دهکده بلک کریک پایونیر (انگلیسی: Black Creek Pioneer Village) یک موزه میراث روباز در تورنتو، انتاریو، کانادا است. این دهکده در ناحیه نورث یورک تورنتو، درست در غرب دانشگاه یورک (کانادا) و جنوب شرقی خیابان جین و تقاطع خیابان استیلز واقع شده‌است.